# Tomáš Kóňa
Tomáš Kóňa (Nitra, 1º marzo 1984) è un calciatore slovacco, centrocampista del Senica.

## Palmarès

### Club

#### Competizioni nazionali
- Campionato ceco: 1

Sparta Praga: 2006-2007